# Greta (film 2018)
Greta è un film del 2018 diretto da Neil Jordan.

## Trama
Frances McCullen è una giovane cameriera che vive a New York con la sua amica Erica. Frances è ancora sconvolta dalla morte di sua madre avvenuta un anno prima e mantiene una relazione tesa con suo padre Chris, un maniaco del lavoro. Una mattina Frances trova una borsetta su un treno della metropolitana; i documenti all'interno indicano che questa appartiene ad una certa Greta Hideg. Frances la va a trovare per restituirle la borsa e lei la invita a prendere una tazza di caffè.
Greta si presenta come una vedova francese, con una figlia che studia a Parigi. Frances inizia a trascorrere del tempo con Greta per tenerle compagnia, nonostante le obiezioni di Erica sul fatto che la loro amicizia è innaturale. Una sera, mentre cena da Greta, Frances trova un armadio pieno di borsette identiche a quella che aveva trovato sul treno. Attaccati alle borse ci sono dei post-it con nomi e numeri di telefono, compreso quello di Frances.
Frances, turbata dalla sua scoperta, decide di tagliare i legami con Greta. Questa, pensando morbosamente di potersi sostituire alla defunta madre della giovane, inizia a pedinarla, la chiama più volte al telefono e si presenta anche al ristorante dove lavora la ragazza, provocando una gran concitazione e finendo in ospedale; dimessa, Greta, la cui alterazione mentale è sempre più manifesta, prende ad inseguire anche Erica; a questo punto le due ragazze provano a richiedere un ordine restrittivo nei confronti della donna, ma viene loro detto che potrebbero volerci mesi per ottenerlo. Frances, in seguito, scopre quanto siano profonde le bugie di Greta: non solo è ungherese e non francese, ma sua figlia si è addirittura suicidata anni fa a causa del comportamento sadico della madre.
Frances è combattuta tra tornare a casa con suo padre o andare in vacanza con Erica. Quest'ultima le suggerisce di dire a Greta che se ne andrà via, ma in realtà dovrebbe restare a casa. La mattina dopo, Frances viene rapita dalla psicopatica, che la chiude in un baule di legno in una stanza segreta, poi usa il suo cellulare per mandare messaggi separati a Erica e al padre di Frances, facendo credere a quest'ultimo che la figlia sia in viaggio con la sua coinquilina. Allo stesso modo inganna anche Erica che pensa che l'amica sia da suo padre. Nel mentre Frances, ormai prigioniera della sua persecutrice, trova vestiti e documenti di altre giovani donne che Greta ha rapito in precedenza.
Erica e Chris alla fine si incontrano e scoprono che Frances non è con nessuno dei due. Con il passare del tempo Greta costringe Frances a imparare l'ungherese e a suonare il piano. Durante una lezione di cucina, Frances taglia un dito all'aguzzina e la fa perdere i sensi, cercando quindi di scappare: tutte le porte e le finestre della casa-prigione sono però sigillate. Allora corre nel seminterrato per cercare un'altra uscita e qui trova una delle precedenti vittime della folle, Samantha, ormai moribonda. Greta si avvicina di soppiatto a Frances e le avvolge una borsa intorno alla testa fino a farla svenire, riducendola di nuovo in suo potere.
Chris, sconvolto perché ha capito il pericolo che corre sua figlia, assume Cody, un investigatore privato, per trovare Frances e indagare su Greta. Cody scopre che quest'ultima era un'infermiera, licenziata per aver abusato di anestetici. Il detective va quindi ad incontrarla a casa sua. Frances, imbavagliata e legata, cerca di attirare la sua attenzione scuotendo il letto, ma Greta nasconde il rumore con la musica. Quando la psicopatica è fuori dalla stanza Cody scopre il vano nascosto dietro il pianoforte, dove è segregata la ragazza. Greta appare all'improvviso e gli affonda una siringa nel collo; l'uomo estrae la pistola e, mentre sta perdendo conoscenza a causa dell'iniezione, spara verso la donna, mancando il bersaglio. Greta si impossessa dell'arma e uccide l'investigatore.
Passa una quantità di tempo indeterminata e Greta, in cerca di una nuova preda, lascia un'altra borsetta in metropolitana. Un'altra ragazza si presenta a casa sua con la borsetta e lei la invita ad entrare preparando del caffè. Greta beve dalla sua tazza e inizia a sentirsi mancare. La ragazza si toglie la parrucca e si rivela essere Erica, che ha messo della droga nella bevanda. Erica dileggia con disprezzo l'ex infermiera dicendole che ha cercato a lungo la borsetta in metropolitana. Greta quindi sviene ed Erica trova Frances. Mentre cercano di scappare, la psicopatica, riprendendo conoscenza, emerge dall'ombra e afferra Frances prima di mancare di nuovo.
Erica e Frances rinchiudono Greta, priva di sensi, nella cassa dei giocattoli e usano una piccola riproduzione in metallo della Torre Eiffel per serrare il baule. Le ragazze lasciano la casa della pericolosa squilibrata per recarsi dalla polizia. Greta poco dopo prende a sbattere il coperchio della cassapanca e l'improvvisato chiavistello inizia a spostarsi.

## Produzione
Le riprese del film sono iniziate nell'ottobre 2017 a Dublino e sono proseguite a Toronto e New York.

## Promozione
Il trailer del film viene diffuso il 20 dicembre 2018.

## Distribuzione
La pellicola è stata presentata al Toronto International Film Festival il 6 settembre 2018 e distribuita nelle sale cinematografiche statunitensi a partire dal 1º marzo 2019. In Italia la pellicola viene distribuita direttamente in home video dal 20 gennaio 2022.

## Accoglienza

### Critica
Sull'aggregatore Rotten Tomatoes il film riceve il 60% delle recensioni professionali positive con un voto medio di 5,66 su 10 basato su 257 critiche, mentre su Metacritic ottiene un punteggio di 54 su 100 basato su 42 critiche.